# Albina Akhatova
Albina Khamitovna Akhatova (em russo:  Альби́на Хами́товна Аха́това) (Vologda Oblast, 13 de novembro de 1976) é uma biatleta russa.